# Barrage Itzer
Le barrage Itzer ou Ait Lhaj est un barrage marocain situé dans la région de Meknès-Tafilalet, construit au début de l'année 1991 entre deux montagnes du massif du Moyen Atlas.

## Présentation
Le barrage est alimenté par des sources souterraines, et sa profondeur est estimée à 110 m. On peut y trouver plusieurs espèces de poissons (truites…) implantées depuis 1995. La pêche est autorisée seulement en saison.